# لويس لابيري
لويس لابيري (بالفرنسية: Louis Labeyrie)‏ مواليد 11 فبراير 1992 في فرنسا، هو لاعب كرة سلة فرنسي. بدأ مسيرته الاحترافية في سنة 2008. تم اختياره من قبل فريق إنديانا بايسرز خلال الدرافت. يلعب مع باريس لوفالوا في الدوري الفرنسي لكرة السلة الدرجة الأولى كلاعب وسط. يحمل الرقم 7. يبلغ طوله 6 قدم 10 بوصة (2.1 م).

## روابط خارجية
- لويس لابيري على موقع الاتحاد الدولي لكرة السلة (الإنجليزية)
- لويس لابيري على موقع الدوري الأوروبي لكرة السلة (الإنجليزية)
- لويس لابيري على موقع سبورتس رفرنس (الإنجليزية)
- لويس لابيري على موقع الدوري الإسباني لكرة السلة (الإسبانية)
- لويس لابيري على موقع كرة السلة الأوروبية.كوم (الإنجليزية)
- لويس لابيري على موقع ريلجم (الإنجليزية)
- لويس لابيري على موقع بروبوليرز (الإنجليزية)
- لويس لابيري على موقع سبورتس رفرنس (الإنجليزية)